# Tour cycliste de l'Essonne
Le Tour cycliste de l'Essonne est une épreuve sportive créée en 1975, disputée par étapes, organisée par l'hebdomadaire La Marseillaise de l'Essonne avec le concours du club cycliste l'Union cycliste longjumelloise (UCL), cette compétition a disparu du calendrier cycliste.

## Organisation
Lors de sa création en 1975, le Tour cycliste de l'Essonne était une des rares compétitions se disputant en banlieue parisienne. Naguère florissante, à l'image du Critérium international de la route, organisé à Montlhéry, du Grand Prix des Nations, qui sillonnait en Vallée de Chevreuse, ou du circuit des Boucles de la Seine, la compétition cycliste était devenue très difficile à organiser sur des parcours routiers saturés par la circulation automobile.
L'initiative de l'hebdomadaire La Marseillaise de l'Essonne  de créer cette course répondait donc à un vide. À l'intérêt pour le cyclisme de la part du directeur, s'ajoutait une intention politique non cachée de faire connaître le journal et de doper sa diffusion. La Marseillaise de l'Essonne était issue de la nombreuse presse née de la Résistance. Elle s'appuyait sur un réseau de correspondants bénévoles et sur les municipalités à direction communiste où la diffusion était aidée par la forte densité informative des rubriques locales.
Encouragé par le Conseil général de l'Essonne, dont le président Robert Lakota avait dirigé La Marseillaise, il subit les contrecoups du déclin communiste après 1982 : perte de la présidence du conseil général en 1982, pertes de municipalités après 1983. À ce contexte s'ajoutent la difficulté d'inscrire une épreuve cycliste dans un calendrier surchargé, et les coûts d'une organisation qui fait appel en particulier aux services de l'Équipement et à la Gendarmerie Nationale.
Un Tour de l'Essonne "open" (ouvert aux coureurs professionnels et amateurs) a été organisé en 1992.
Le Tour de l'Essonne cyclotouriste  est organisé sur une journée par le club des cyclotouristes Longjumellois au mois de mai depuis 1965. 
Le club les « CycloTouristes Longjumellois » (CTL), créé en février 1946, est un des plus anciens clubs cyclotouristes de l’Essonne.

## La première édition: 1975
Disputé en 3 jours, du 18 au 20 avril, quatre étapes étaient au programme. 
- 1er - Étampes - Corbeil-Essonnes, 158 kilomètres : -1- Joël Espargillière (Union cycliste longjumelloise)
- 2e - Massy - Orsay, 156 kilomètres : -1- Bernard Quilfen (Antony-Berny Cycliste)
- 3e - Juvisy - Brétigny-sur-Orge, 126 kilomètres : -1- Didier (A.C.B.B.)
- 4e - 22 kilomètres c.l.m.  à Longjumeau : -1- Jacques Boyer (A.C.B.B.)

Au classement final, Jacques Boyer terminait vainqueur en 11 h 17 min 1 s devant Bernard Quilfen, qui sera un des équipiers de Bernard Hinault, avant de devenir directeur sportif d'une équipe professionnelle. L'épreuve pouvait accéder au premier rang des compétitions cyclistes "amateurs" grâce à la participation des grands clubs, dont l'A.C. Boulogne-Billancourt (A.C.B.B.) et l'A.S.P.T.T.

## Un exemple: le Tour de l'Essonne 1977
L'épreuve était organisée par deux instances. L'une était cycliste, l'Union cycliste longjumelloise, l'autre l'hebdomadaire La Marseillaise. Mais l'équilibre financier dépendait des sponsors commerciaux. Celui-ci conditionnait en retour la participation de champions du cyclisme amateur. Cette venue était d'autre part favorisée par la programmation de la course, fin avril, et par son inscription dès 1976 parmi les épreuves de la Palme d'or Merlin Plage. Ce trophée qui classait sur une saison les coureurs amateurs en leur attribuant des points pour chaque résultat obtenu dans une quarantaine de compétitions était un officieux championnat de France des coureurs cyclistes amateurs. 
En 1977, c'était la première fois que le conseil général de l'Essonne apportait un soutien logistique important au Tour de l'Essonne. Disputé du 21 au 24 avril, il était divisé en quatre étapes :
- le jeudi 21, prologue contre-la-montre à Corbeil-Essonnes de 2,3 kilomètres ;
- le vendredi 22, 1re étape longue de 148 kilomètres entre Étampes et Palaiseau, en passant par Saclas, Méréville, Pussay, Saint-Chéron, Limours-en-Hurepoix, Marcoussis et Villebon-sur-Yvette ;
- le samedi 23, 2e étape entre Brétigny-sur-Orge et Sainte-Geneviève-des-Bois, 149 kilomètres via Arpajon, Vaugrigneuse, Lardy, Chamarande, Étréchy, Itteville, La Ferté-Alais et Ballancourt-sur-Essonne ;
- le dimanche 24, 3e étape entre Vigneux-sur-Seine et Ris-Orangis, longue de 103 kilomètres et faisant une incursion en Seine-et-Marne.  Après être passée à Montgeron, Draveil, la course traversait Lieusaint, Ponthierry  puis revenait dans l'Essonne : Milly-la-Forêt, Boutigny-sur-Essonne, Mennecy, Courcouronnes ;
- enfin le dimanche 24, 4e étape contre-la-montre à Grigny, de sept kilomètres de parcours.

## Palmarès
| Année          | Vainqueur                                 | âge    | Deuxième                              | Troisième                                |
| 1975           | Jacques Boyer A.C.B.B.-Peugeot            | 20 ans | Bernard Quilfen Antony-Berny cycliste | Eugène Plet UC Longjumeau                |
| 1976           | Joël Bernard Quatre chemins Roanne-Gitane | 30 ans | Jean-Raymond Toso A.C.B.B.-Peugeot    | Gérard Le Dain Antony-Berny Cycliste     |
| 1977           | Paul Sherwen A.C.B.B.-Peugeot             | 21 ans | Joël Gallopin UC Longjumeau           | Serge Guyot AS Varennes                  |
| 1978           | Daniel Leveau G.S. Lacoulant-Gitane       | 29 ans | Denis Bonnin CSM Persan               | Gérard Le Dain Antony-Berny cycliste     |
| 1979           | Phil Anderson A.C.B.B.-Peugeot            | 21 ans | Hervé Desriac UC Longjumeau           | Daniel Leveau Lacoulant-Gitane           |
| 1980           | François Leveau GS Lacoulant-Gitane       | 26 ans | Loubé Blagojevic A.C.B.B.-Peugeot     | Daniel Leveau CS Villedieu-les-Poèles    |
| 1981           | Course non disputée                       |        |                                       |                                          |
| 1982           | Jean-Jacques Philipp CSM Persan           | 21 ans | Jean-Claude Bagot (Manche)            | Allan Peiper A.C.C.B.                    |
| 1983           | Dave Akam (en) A.C.B.B.                   | 23 ans | Jean-Jacques Philipp CSM Persan       | Claude Marciaux A.C.B.B.                 |
| 1984           | Jean-Jacques Philipp CSM Persan           | 23 ans | Bernard Chesneau A.C.C.B.             | Thierry Peloso A.C.B.B.                  |
| 1985           | Hervé Desriac A.S.P.T.T. Paris            | 20 ans | Philippe Louviot CC Neuilly-Plaisance | Éric Rekkas VC Fontainebleau             |
| 1986           | Jesper Skibby CS Dammarie                 | 22 ans | Atle Kvålsvoll CSM Persan             | Claude Carlin A.S.P.T.T Paris            |
| 1987           | Marek Leśniewski A.C.B.B.                 | 24 ans | Marc Meilleur CSM Persan              | Serge Pires-Leal AS Corbeil-Essonne      |
| de 1988 à 1991 | course non organisée                      |        |                                       |                                          |
| 1992.          | Danny In 't Ven Collstrop-Isoglas         | 24 ans | Franck Pineau Chazal-Vanille et Mûre  | Jean-Pierre Bourgeot am. (Île-de-France) |

## Pour approfondir